# Renate Sommer
Renate Thekla Walburga Maria Sommer (Bochum, 10 settembre 1958) è una politica tedesca.

## Biografia
Laureata in Scienze Agrarie nel 1984 presso l'Università di Bonn, nel 1996 ha conseguito un dottorato presso la stessa facoltà. Ha iniziato la carriera politica come consigliere comunale di Herne dal 1994 al 1999, quando viene eletta al parlamento europeo nelle file della CDU.
Ha ricoperto l'incarico di parlamentare europea dal 1999 al 2019. È stata membro della commissione per i trasporti e il turismo per oltre 10 anni, ma nel 2009 è passata alla commissione per le libertà civili, la giustizia e gli affari interni. È stata anche membro della commissione per l'ambiente, la sanità pubblica e la sicurezza alimentare e membro della delegazione alla commissione parlamentare mista UE-Turchia .